# Flex-Elektrowerkzeuge
La Flex-Elektrowerkzeuge (FLEX-Elektrowerkzeuge) è un costruttore tedesco di elettroutensili fondato nel 1922. Dal 1935 produce principalmente smerigliatrici e per lungo tempo ha detenuto il primato sul mercato professionale. Il marchio Flex è usato in tutto il mondo per indicare la smerigliatrice angolare; in alcune regioni italiane detta volgarmente anche flessibile.

## Storia
Hermann Ackermann e Hermann Schmitt fondano la società nel 1922 a Stoccarda-Bad Cannstatt con la firma Ackermann & Schmitt. Producono le smerigliatrici portabili tipo MS6. Verso la fine degli anni '20 viene creata la smerigliatrice con trasmissione ad albero dal motore, angolare. Nel 1935 introducono sul mercato il nuovo tipo di smerigliatrice, e il successivo sviluppo nel secondo dopoguerra. In breve tempo il marchio Flex diventa sinonimo di smerigliatrice angolare.
Nel 1996 la società diventa Flex-Elektrowerkzeuge GmbH. Nel 2004 la divisione della società che si occupava di utensili senza filo la Pentair viene venduta alla Stanley Black & Decker. La stessa Black & Decker compra la Flex-Elektrowerkzeuge GmbH successivamente. Dal 2013 la Flex-Elektrowerkzeuge è della Chervon Holding.